# Gustavo Garian
(Ginko in Il Ritorno di Gustavo Garian, alla fine del funerale, dopo avere dato l'ultimo saluto all'amico)
Gustavo Garian è un personaggio del fumetto Diabolik creato dalle sorelle Giussani.
È il primo personaggio della serie di Diabolik ad apparire nel fumetto, ed è anche il primo personaggio a pronunciare il nome del criminale. La sua prima apparizione è nella prima vignetta del primo numero. Il personaggio muore, dopo essere stato per più di cinquant'anni presente nella serie, nella versione estiva de Il Grande Diabolik Il Ritorno di Gustavo Garian.

## Il personaggio

### Genesi e modello
Come per molti personaggi storici della serie, anche Gustavo Garian ha un antesignano nella serie di feuilleton di Fantômas: si tratta di Charles Lambert, che nel primo romanzo della serie subisce una sorte identica. Anche Lambert, come Gustavo, nel prosieguo della serie diventerà amico e confidente dell'ispettore Juve (a sua volta precursore di Ginko) e intraprenderà il mestiere di giornalista, col nome di Jerome Fandor.

### Biografia e caratteristiche
Gustavo è il figlio del ricco antiquario Stefano Garian e di sua moglie Clelia. Nel primo numero è uno dei primi personaggi a comparire e il primo a menzionare apertamente il nome di Diabolik: presentato come un giovane timido e sensibile, Gustavo vive con una cugina del padre, la contessa De Semily, poiché gli affari avevano portato i genitori a vivere in India. Alcuni anni prima, in realtà, Diabolik aveva ucciso Stefano e spinto Clelia alla follia, con l'obiettivo di impossessarsi del patrimonio che il ragazzo avrebbe ereditato una volta maggiorenne; il criminale trascina quindi Gustavo in una torbida avventura, e solo l'intervento di Ginko lo salva dalla morte.
Nei numeri successivi, Gustavo diventa il principale amico e confidente di Ginko: il suo ruolo nell'economia delle storie è fondamentale, poiché i dialoghi con l'ispettore servono a rivelare importanti elementi della trama. Con l'arrivo di Altea di Vallenberg, interesse amoroso di Ginko, la donna assumerà via via questa funzione, e Gustavo assumerà un ruolo sempre più marginale, pur rimanendo nella serie fino al 1965. Dopo un breve periodo da investigatore privato, Gustavo sparisce per molto tempo, limitandosi a sporadiche comparsate. 
Nello speciale Il Grande Diabolik del 2001, dal titolo Il Nemico Ritrovato, si viene a sapere che Gustavo è diventato regista di documentari, professione che mantiene anche nella storia Ritorno all'Isola di King (Diabolik 11/2002). Dieci anni dopo organizza un piano per eliminare Diabolik e farsi uccidere subito dopo, in quanto ammalato gravemente e in modo terminale. Il suo piano tuttavia andrà in fumo e Gustavo si suiciderà per evitarsi ulteriori sofferenze.
Anni dopo la sua morte, Ginko rinviene un memoriale scritto da Gustavo, in cui lui stesso confessa quella che lui considerava una grave colpa: molti anni prima, nella sua smania di vendicarsi di Diabolik, aveva involontariamente contribuito alla cattura di Ginko da parte di una banda di criminali; Gustavo aveva quindi dovuto allearsi con il Re del Terrore per riuscire a liberarlo. Ginko rimarrà scioccato da questa scoperta, ma preferirà scordarsi di quanto accaduto pur di non compromettere la memoria del suo migliore amico.

## Apparizioni

### Diabolik
- Il re del terrore (1-11-1962)
- L'inafferrabile criminale (1-2-1963)
- L'arresto di Diabolik (1-3-1963)
- Atroce vendetta (1-4-1963)
- Il genio del delitto (1-5-1963)
- Sepolto vivo! (1-8-1963)
- Il treno della morte (1-9-1963)
- L'impiccato (1/10/1963)
- Delitto perfetto (1-6-1964)
- Gioielli di sangue (1-8-1964)
- L'assassino dai mille volti (1-12-1964)
- La miniera di diamanti (1-1-1965)
- Il mistero della camera chiusa (14-1-1965)
- Ore d'angoscia (15-03-1965)
- Morte su appuntamento (1965)
- L'ombra nella notte (31-5-1965)
- La statua maledetta (1965)
- La denuncia di Eva (1969)
- La vendetta dello spettro (1970)
- Il suicidio di Eva (1971)
- La vittoria di Ginko (1972)
- L'ultimo rifugio (1972)
- Terrore nella palude (1973)
- Ricordo d'Altea (16-8-1971)
- Sfida alla polizia (1975)
- Arma a doppio taglio (1980)
- Ritorno all'isola di King (1-11-2002)

### Il Grande Diabolik
- Il nemico ritrovato (luglio 2001)
- Il re del terrore: il remake (aprile 2004)
- L'ombra del giustiziere (luglio 2004)
- L'arresto di Diabolik: il remake (aprile 2012)
- Il ritorno di Gustavo Garian (luglio 2012)
- Il nemico ritrovato (novembre 2014) - ristampa a colori
- La colpa di Gustavo Garian (aprile 2015) - compare in alcuni ricordi